# Rada Najwyższa na rzecz Przywrócenia Demokracji
Rada Najwyższa na rzecz Przywrócenia Demokracji (fr. Conseil suprême pour la Restauration de la Démocratie, CSRD) – organ wykonawczy powołany w Nigrze 18 lutego 2010 r. po dokonanym przez wojskowych zamachu stanu; de facto junta wojskowa. Przewodniczącym Rady, który objął w kraju realną władzę został Salou Djibo. Wkrótce po zamachu Rada ogłosiła, iż jej celem jest przekształcenie Nigru w kraj będący przykładem demokracji i dobrych rządów.
Rada zawiesiła konstytucję i rozwiązała wszystkie państwowe instytucje. Prezydent Mamadou Tandja został aresztowany i umieszczony w koszarach wojskowych.
Rada rządziła krajem przez niemal 14 miesięcy, do czasu gdy 7 kwietnia 2011 urząd prezydenta objął Mahamadou Issoufou, wieloletni lider opozycji i zwycięzca wyborów prezydenckich. 

## Skład Rady
- płk. Salou Djibo, przewodniczący Rady; przed zamachem był dowódcą tzw. strefy wojskowej nr 1, obejmującej m.in. stołeczne Niamey;
- płk. Djibrilla Hima Hamidou, w 1999 r. pełnił funkcję rzecznika prasowego zamachowców, którzy obalili prezydenta Ibrahima Baré Maïnassarę, jest także szefem Nigerskiego Związku Piłki Nożnej;
- płk. Goukoye Abdul Karimou, szef wywiadu wojskowego, rzecznik prasowy wojska i Rady[5];
- płk. Adamou Harouna, doradca majora Daoudy Malam Wanké, który w kwietniu 1999 r. dokonał zamachu stanu[6].